# Taglio di Porto Viro

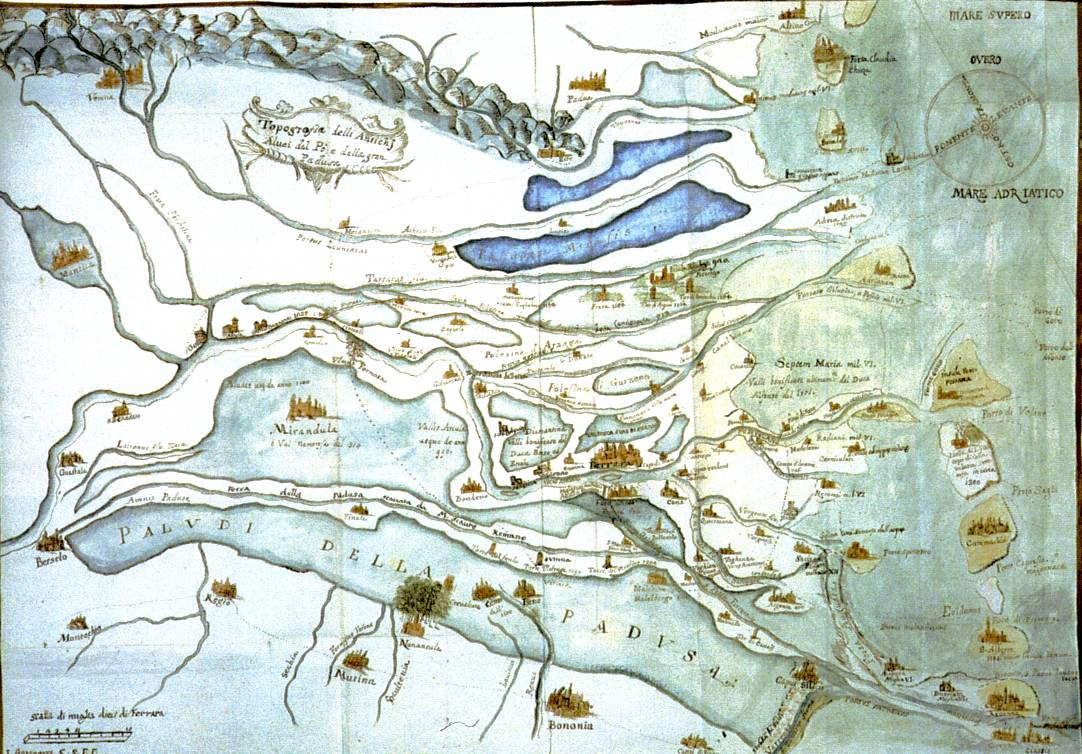
Le paludi e le isole formate dalle alluvioni del Po secondo una carta del 1570)

Il taglio di Porto Viro fu una grande opera idraulica realizzata nel Delta del Po dalla Repubblica di Venezia, cominciata il 5 maggio 1600 e ultimata il 16 settembre 1604.
Dal Po di Venezia, allora "Po di Corbola o Po del Mazzorno", anche di Longola (e prima ancora Po delle Fornaci, il cui ramo settentrionale era il Po di Tramontana), si deviò il corso del fiume Po da Cavanella Po (porto di Loreo) nella Sacca di Goro
scavando un canale di 7 km, che costituisce parte del tratto dell'attuale Po di Venezia.

## Situazione preesistente
La cartina del 1570 raffigura la situazione pochi anni prima del taglio di Porto Viro.
Si può notare l'ampio territorio paludoso, non ancora sottratto in maniera definitiva al mare e alle piene del fiume. L'area dell'intervento è tra i territori di Loreo e Ariano, centri abitati principali di due isolotti all'estremo nord est della cartina.
Il Po delle Fornaci giunto alle dune di Loreo si divise in tre rami, verso nord est (tramontana), verso est (levante), e successivamente un altro verso sud (scirocco), così questi tre rami furono chiamati Po di Tramontana (il più attivo), Po di Levante, e Po di Scirocco.
Cantù a pag. 768 del suo libro così descrive la formazione del delta prima della realizzazione del canale:
Risalendo la costa del nord, dopo Atria si trovava la foce principale dell'Adige, detta pur essa Fossa Philistina; poi l’Aestuarium Altini, mare interno, separato dal grande per una schiera d'isolotti, in mezzo ai quali trovavasi un arcipelago d'altri, chiamato Rialto, dove era Venezia. L’Aestuarium Altini è la laguna, a cui le isole or formarono diga, sicché per cinque soli passi comunica col mare.
All'est delle lagune e al nord di Este trovansi i monti Euganei, gruppo isolato fra un ampio terreno d'alluvione, presso cui si colloca la caduta di Fetonte; favola che alcuno vuol originata da una pioggia di materie vulcaniche, di cui molte in fatti trovansi presso Verona e Padova.
Al XII secolo, tutte le acque del Po scorrevano al sud di Ferrara nel Po di Volano e nel Po di Primaro che occupavano il posto della laguna di Comacchio. Dappoi fece irruzione in due parti al nord di Ferrara, chiamate il Fiume di Corbola o di Longola o del Mazorno l'uno, l'altro Toi. Nel primo metteva il Tartaro o canal bianco: nell'altro il Goro, derivazione del Po.
La riva era diretta sensibilmente da sud a nord, lungi 10 o 11 000 metri dal meridiano di Adria, passando là dove ora si trova l'angolo occidentale del ricinto della Mesola; e Loreo, al nord della Mesola, n'era lontano appena 200 metri.
Verso la metà del XII secolo, le acque grosse del Po, che passavano tra dighe che le sosteneano verso la sinistra, presso la piccola città di Ficarolo, 19 000 metri al nord-ovest di Ferrara, si diffusero nella parte settentrionale del territorio di Ferrara e nel Polesine di Rovigo, e buttaronsi nei due canali di Mazorno e di Toi.
Pare che l'uomo abbia loro tracciato questa strada, in cui più sempre acquistando vigore, spoverironsi affatto le bocche di Volano e Primaro, e in men d'un secolo furono ridotte quali oggi sono. Nuovi canali s'aperse il fiume, e al cominciare del XVII secolo, la sua bocca principale, detta Sbocco di Tramontana, trovavasi tanto vicina alla foce dell'Adige, che i Veneziani sbigottiti, nel 1604, scavarono il Taglio di Porto Viro, o Po delle Fornaci, per cui la Bocca Maestra si trovò scostata dall'Adige verso mezzogiorno.
Dal XII al XVII secolo, le alluvioni del Po s'inoltrarono assai in mare. Il ramo di tramontana, nel 1600, avea lo sbocco 20 000 metri lungi dal meridiano del sud, e quello di Toi 17 mila; talché la riva era proceduta 9 o 10 000 metri al nord, e 6 o 7 000 a mezzodì, e fra le due trovavasi una cala, detta Sacca di Goro. Son di questo tempo le principali dighe e la coltivazione del pendio meridionale delle Alpi.»
(Cesare Cantù)
Dopo la rotta di Ficarolo del XII secolo le alluvioni del Po di Tramontana, oltre a ostacolare la navigazione interna, minacciavano di interrare progressivamente la laguna verso Chioggia e avevano reso, con il passar degli anni, sempre più precario anche il complesso sistema idraulico basso-polesano. I Veneziani temevano inoltre la confluenza dello stesso Adige nel Po di Tramontana, con un ulteriore aggravamento della situazione.
Un notevole aggravamento si ebbe comunque col sisma del 17 novembre del 1570 nel ferrarese: se durante tutto il dominio della signoria Estense il braccio principale del Po scorreva per Ferrara per poi dividersi nei rami di Volano e Primaro, successivamente l'acqua prese a incanalarsi con forza nel rami settentrionali.
La mappa del 1585 raffigura quasi nello stesso alveo Adige e Po di Tramontana. Il Po di Goro non è più il ramo principale del Po e il Po dell'Abate è ben poca cosa; infatti nel 1568 il Duca Alfonso II d'Este lo staccò dal Po di Goro riducendolo a canale di scolo per la bonifica del Polesine di Ferrara, sperando così di mantenere sufficiente per la navigazione la portata del Po di Goro.

## Situazione politica

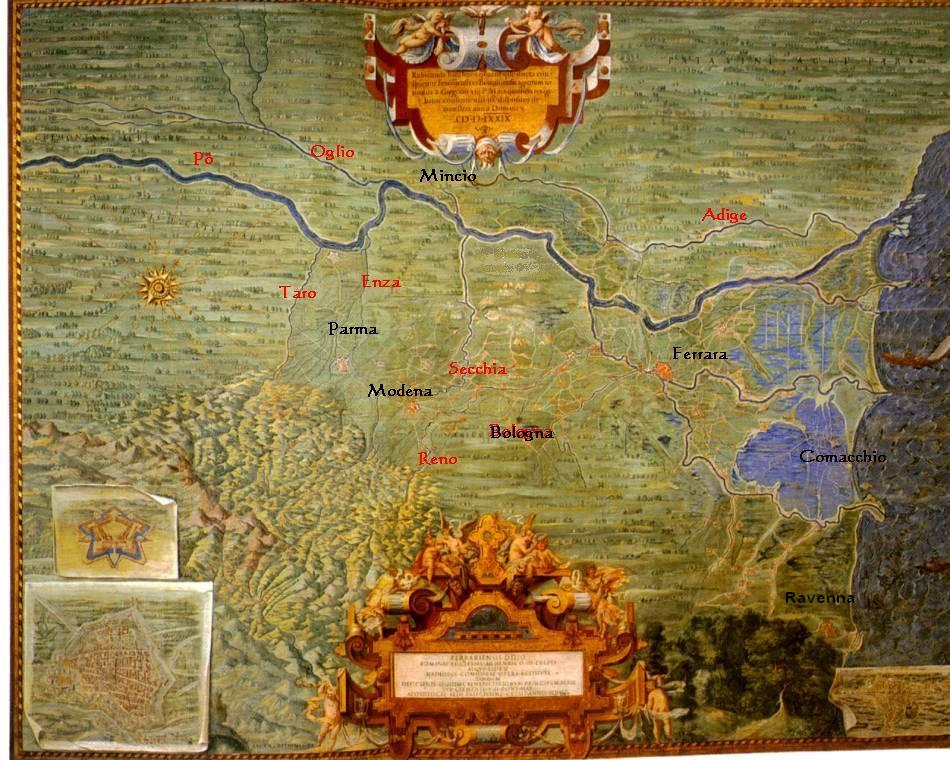
Il territorio del delta del Po nel 1585, quando il corso principale del Po era assestato sul ramo di Ficarolo.

Il delta del Po era anche una delle "Vie del sale", un sistema di comunicazione e trasporto fluviale di vitale importanza sia per la Serenissima sia per gli Estensi di Ferrara. Questo consentiva i trasporti in maniera efficiente dall'Adriatico sino alle zone ricche del milanese e del bresciano.

Venezia aveva da tempo progettato l'intervento, ma la presenza a Ferrara degli Estensi, rivali nel controllo della "via del Sale", rimandò l'inizio dei lavori in quanto ciò avrebbe causato una guerra; tanto più che gli stessi Estensi necessitavano dell'apporto d'acqua del Po per mantenere attivi i loro porti lungo le foci del Volano e dell'Abate.
La cessazione del dominio estense a Ferrara nel 1598 e il passaggio del Ducato direttamente allo Stato Pontificio come semplice provincia di confine incoraggiò Venezia nell'impresa.
Papa Clemente VIII aveva inoltre proclamato anno santo il 1600 e non poteva impegnarsi in guerra.

Il Doge Marino Grimani diede quindi inizio ai lavori sotto la direzione del Provveditore Alvise Zorzi. I lavori durarono più di 4 anni, anche per sabotaggi e scioperi fomentati dalla Santa Sede.
Il 16 settembre 1604 il Provveditore al taglio Zuan Giacomo Zane comunicava la conclusione dei lavori con questo messaggio al Doge:
(Aldo Tumiatti)
Le controversie si appianarono dopo anni di trattative e solo il 15 aprile 1749 venne stipulato un trattato tra Papa Benedetto XIV e il Doge Pietro Grimani ponendo fine alle ostilità, con la realizzazione di una linea di confine riconosciuta dalle parti, la Linea dei pilastri.
I nuovi territori furono appannaggio dei nobili Veneziani che vi costruirono le residenze estive di caccia. Attorno a queste ville sorsero piccoli agglomerati urbani che ancora conservano i toponimi del tempo: Ca' Cappello, Cà Cappellino, Ca' Contarini, Ca' Cornera, Ca' Dolfin, Ca' Farsetti, Cà Giustinian, Ca' Lattis, Ca' Mello, Ca' Mocenigo, Ca' Mora, Ca' Morosini, Ca' Negra, Ca' Papadopoli, Ca' Pasta, Cà Pesara, Ca' Pisani, Ca' Sanudo, Ca' Segreda, Sullam, Ca' Tiepolo, Ca' Venier, Ca' Zen, Ca' Zulian, Donà (Donada).

## Conseguenze sul territorio

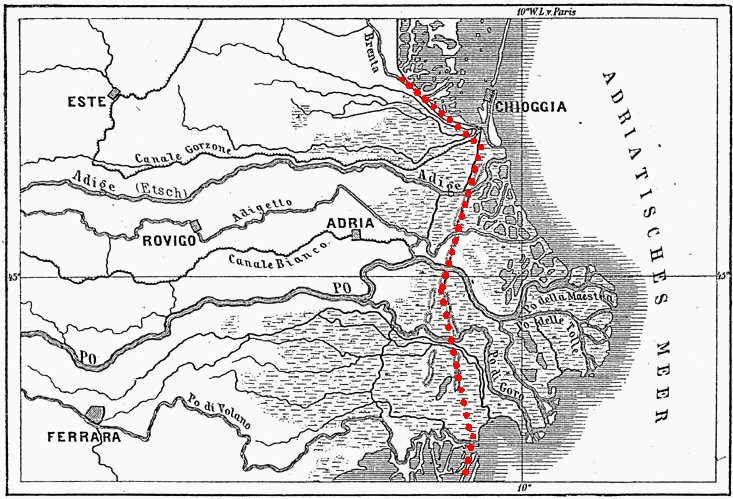
Progressione e limiti delle terre del Delta nel XVII secolo

L'estensione progressiva del Delta è raffigurata nella cartina, sino alla sua forma attuale.

Schematizzazione dell'evoluzione del delta del Po dal 1604, data della chiusura dell'imbocco del fiume Reno nel Po, fino al 1985

Le enormi quantità di sedimenti formarono parte dell'attuale Delta del Po, a est del cordone di dune fossili, una linea che congiungeva Massenzatica a Donada, passando per San Basilio di Ariano, Mazzorno destro e Mazzorno sinistro.
Si formò gradualmente l'intero territorio del Comune di Porto Tolle e la parte est del Comuni di Mesola, Ariano nel Polesine, Taglio di Po (quasi completamente), e Porto Viro.
Si formarono nuove isole abitabili nel Delta del Po, tra cui: l'Isola di Cà Venier, l'Isola della Donzella, l'Isola di Polesine Camerini, nonché, abitate solo d'estate, l'Isola di Barricata, quella dei Gabbiani e altre.
La graduale estensione territoriale viene descritta in questo modo a pag. 32 vol. 5 parte II, del libro "Grande Illustrazione del Lombardo-Veneto" di L. Gualtieri di Brenna e Cesare Cantù, edito nel 1857-1861 a Milano da A. Tranquillo Ronchi, 1857-61:
Il taglio di Porto Viro incanalò le alluvioni nell'asse del vasto promontorio formato oggi dalle bocche del Po. Più gli sbocchi a mare s'allontanavano, più crescevano i depositi sia per il pendio delle acque più scemato, sia perché le stesse erano imbrigliate fra dighe e argini, sia per il materiale trascinato dai monti dissodati. La Sacca di Goro rimase ben presto colmata, e i due promontori formati dalle due prime bocche si unirono in uno, la cui punta ora si trova 32 o 33 000 metri lontana da Adria: sicché in due secoli le bocche del Po tolsero quasi 14 000 metri al mare. Se dal 1200 al 1600 si avanzarono i terreni alluvionali 25 metri l'anno; 70 nei secoli XVI e XVII.
Se prima del 1600 il Delta si espandeva di circa 53 ettari l'anno, dal 1604 al 1840 si passò a 135 ettari l'anno.
La formazione di nuovi territori proseguì ulteriormente. Nel XIX secolo, con l'introduzione di idrovore a vapore, si realizzarono gradi opere di bonifica che, accompagnate dalla realizzazione di imponenti arginature, sottrassero in via definitiva grandi estensioni di terreni alla palude.
D'altro canto la realizzazione del taglio oltre a sottrarre acqua e materiali in sospensione alla laguna veneta, impedendone l'interramento (scopo dell'intervento idraulico), accentuarono l'interramento del Po di Primaro e del Po di Volano, rendendoli inutilizzabili per la navigazione a tal punto che attualmente non sono più rami del Po, ma canali di bonifica.
Per impedire ulteriormente l'afflusso di acque fangose, non ritenendo sufficiente il taglio di Porto Viro, fu ritenuto necessario intestare il Po di Tramontana e la Bocchetta (1612) e il Po di Fornaci (1645).
Del Po di Tramontana è rimasto solo e ancor oggi visibile il paleoalveo tra le valli a sud della foce dell'Adige.
Il Po delle Fornaci restò isolato dal Po Grande (Po di Venezia), fungendo da convogliatore delle acque del Tartaro, già allora chiamato Canalbianco-Po di Levante.

Il Po di Levante, durante le grandi bonifiche operate negli anni trenta del secolo scorso, riguardanti l'idrovia Fissero-Tartaro-Canalbianco, venne staccato dal Po di Venezia, rimanendone collegato tramite la conca di navigazione di Volta Grimana, e divenne il ramo terminale del Canalbianco.
Il prolungamento del delta all'interno della Sacca di Goro provocò la divisione della stessa: la parte nord venne rinominata Sacca degli Scardovari, la parte sud Sacca dell'Abate che venne poi rinominata Sacca di Goro.
Nei territori pontifici tale opera, osteggiata sin dall'inizio, determinò l'interramento della chiavica dell'Abbate e peggiorò le condizioni di scolo delle acque della bonifica provocando l'impaludamento di oltre 20.000 ettari di terreno bonificato dagli Estensi, nonché l'interramento parziale della Sacca.
Il ridotto apporto di materiali comportò inoltre, a sud della Sacca dell'Abate, l'erosione della linea di costa. Sono stati trovati sommersi a 5 km al largo di Ravenna resti di un molo in muratura risalente all'epoca medioevale.
Il progressivo spostamento verso nord del delta del Po è un fenomeno naturale dovuto al maggiore apporto di sedimenti degli affluenti appenninici rispetto a quelli alpini, i quali depongono parzialmente i materiali in sospensione nei laghi alpini e conferiscono acque meno torbide. Il taglio di Porto Viro modificò le conseguenze di questi fenomeni naturali.
Altri fattori sono intervenuti nel XX secolo, rallentando la formazione di nuove terre: la subsidenza e il prelievo dagli alvei di materiali inerti per le costruzioni. In particolare la subsidenza provocata dalle estrazioni di metano, soprattutto negli anni quaranta e cinquanta, provocò l'abbassamento del terreno anche di 3,5 metri sotto il livello del mare.
La grande opera ha dato il nome ai Comuni di Taglio di Po e, sull'altra riva del fiume, a Porto Viro; inoltre a Taglio di Donada, località dell'ex Comune di Donada.